# 卡尔·里德
约翰·卡尔·里德（英語：John Carl Ridd，1929年8月17日—2003年3月29日），加拿大男子篮球运动员。他曾代表加拿大获得1952年夏季奥运会男子篮球比赛第十三名。他于2003年在曼尼托巴省温尼伯去世。